# Vlag van de Republiek Yucatán

Vlag van de Republiek Yucatán

De vlag van de Republiek Yucatán was in de 19e eeuw het symbool van de Republiek Yucatán, een land dat bestond van 1841 tot 1843 en van 1846 tot 1848 op het Mexicaanse schiereiland Yucatán en de huidige staten Yucatán, Campeche en Quintana Roo omvatte.
De vlag heeft aan de hijszijde een groene verticale baan met vijf witte sterren. De rest van de vlag bestaat uit drie horizontale banen in de kleurencombinatie rood-wit-rood, waarbij de witte baan volgens de meeste bronnen groter is dan een rode. De witte sterren staan voor de vijf departementen van het land: Mérida, Campeche, Valladolid, Izamal en Tekax. De kleuren zijn afkomstig uit de vlag van Mexico.
Behalve de Mexicaanse nationale vlag en de niet-officiële staatsvlaggen is ook de vlag van de Republiek Yucatán tegenwoordig veel in het straatbeeld in de drie deelstaten op het schiereiland te zien, vooral in de huidige staat Yucatán. De 21e-eeuwse bedoelingen daarmee zijn niet separatistisch van aard, maar men wil de vlag als een historisch en toeristisch symbool tonen.
Op 13 augustus 2024 kreeg de vlag eerherstel als de officiële vlag van de Mexicaanse staat Yucután.